# المصرية (حمص)
المصرية هي قرية في وسط سوريا، تتبع إداريًا لمحافظة حمص وتقع جنوب غرب مدينة حمص ومباشرة شمال وجنوب الحدود مع لبنان. تشمل المناطق القريبة منها زيتا الغربية شمالًا، القصير إلى الشمال الشرقي، و‌الزراعة و‌ربلة. ووفقًا للمكتب المركزي للإحصاء، فإن عدد سكانها 618 في تعداد عام 2004. سكانها في الغالب من المسلمين الشيعة.